# Зайед Султан
Зайед Султан Ахмед Ясим Ибрахим Ал-Зааби (на арабски: زايد سلطان‎; роден на 11 април 2001 г. в Абу Даби, ОАЕ) е професионален футболист – защитник, състезател на местния Ал Джазира и Националния отбор на ОАЕ. Участник в Купата на Азия 2023, автор на втория гол срещу Хонгконг при победата с 3:1.

## Успехи
Ал Джазира (Абу Даби)
- Шампионат на ОАЕ
  - Шампион (1): 2020/21
- Суперкупа на ОАЕ
  - Носител (1): 2021